# DB20
DB20 — колишнє трубоукладальне судно, відоме своєю участю в ряді австралійських проєктів.
Судно спорудили у 1968 році як «Ingram Derric Barge 5» в межах проєкту розробки офшорних родовищ басейну Гіпсленд (Бассова протока). Відомо, що з листопада 1968-го по травень 1969-го воно спорудило офшорну частину газопроводу Марлін – Лонгфорд. Згодом «Ingram Derric Barge 5» разом з «Ingram Derric Barge 7» залучили до будівництва нафтопроводу Халібат — Лонгфорд.
У 1971-му «Ingram Derric Barge 5» продали американській компанії McDermott, яка перейменувала його на DB20 (DB-20, Derrick Barge No. 20).
Відомо, що в 1988-му DB20 використовували для прокладання трубопроводу між нафтовим родовищем Віксберг і терміналом на острівці Арлі (біля північно-західного узбережжя Австралії).
У квітні 1989-го під час проходження циклону «Орсон» DB20 перебувало в районі Дампіру (все те ж північно-західне узбережжя Австралії). Сильний шторм зірвав судно з якоря та викинув на узбережжя острова Іглхок (Eaglehawk). У жовтні 1989-го DB-20 поставили на плав, проте через недоцільність відновлення вивели в море та затопили.